# Paratype
Ne doit pas être confondu avec ParaType.

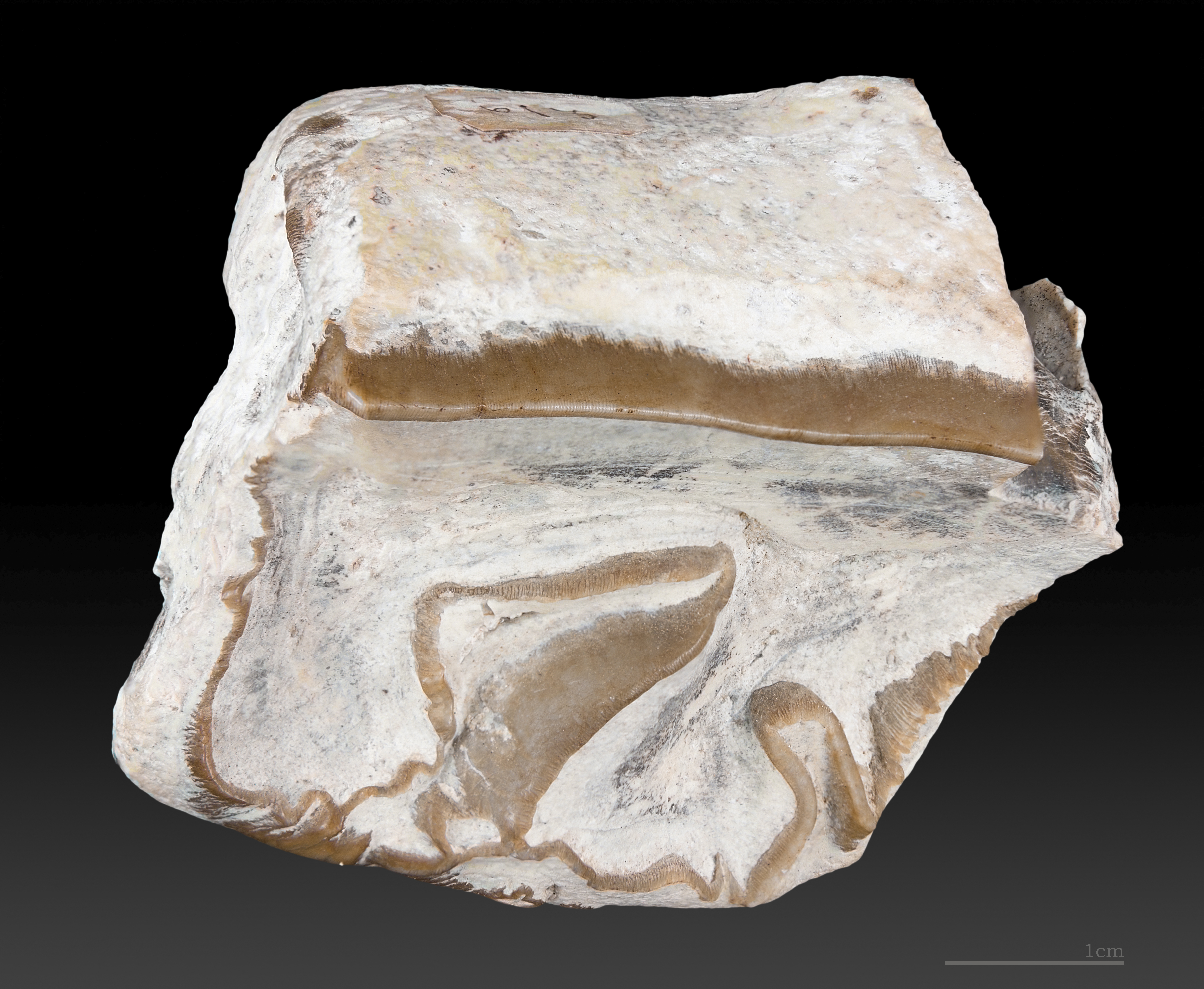
Dent, paratype de Cadurcotherium nouleti – MHNT.

Le paratype est un spécimen cité dans le protologue qui n'est ni l'holotype, ni un isotype, ni l'un des syntypes quand l'auteur a désigné plusieurs spécimens à la fois comme types.

## Zoologie
Dans la nomenclature zoologique, un paratype est officiellement défini comme « Tout spécimen d'une série typologique autre que l'holotype ».
Une série typologique est le matériel qui a été cité dans la publication originale de la nouvelle espèce ou de la sous-espèce, et n'a pas été exclu par l'auteur. En effet, chaque espèce est définie par un spécimen (stocké dans une collection zoologique), mais la variabilité des espèces nécessite la conservation des variants de l'espèce. 
Ainsi, dans une série typologique de cinq spécimens, si un est l'holotype alors les autres sont les paratypes.
Un paratype ne peut devenir un lectotype, sauf s'il est désignable comme néotype.
L'International Code of Zoological Nomenclature (ICZN) n'a pas toujours requis un spécimen-type.  
Cette désignation a aussi cours en Botanique.